# Шишли Плаза
Шишли Плаза (на турски: Şişli Plaza) е кула в Истанбул, Турция и има 40 жилищни етажа, но се издига над 4-етажен търговски обект и има 2-етажна радиостанция на върха; което прави общо 46 надземни етажа. Етажните височини на жилищните апартаменти са 3,50 метра, а на търговския обект - 4,00 метра. Етажите на радиостанцията отгоре са по-високи от стандартните жилищни етажи. Проектът Шишли Плаза, който е построен върху 15 484 m2 земя и има вътрешна площ от 103 403 m2 се състои от три жилищни блока. Блокове A и C са на 9 етажа, докато блок B (жилищната кула) има 46 етажа.